# سیارک ۲۱۶۱۲
سیارک ۲۱۶۱۲ (به انگلیسی: 21612 Chelsagloria، نامگذاری:1999JS57) بیست و یک هزار و ششصد و دوازدهمین سیارک کشف شده‌است که در ۱۰ مه ۱۹۹۹ کشف شد.
قدر مطلق سیارک برابر ۲۰.۴ است.